# Club Sport Uruguay
Il Club Sport Uruguay è una società calcistica costaricana. Attualmente gioca nella Segunda División. La sua sede è l'Estadio Municipal Labrador, i colori della squadra sono il giallo e il nero, popolarmente conosciuti come coronadeños.

## Storia
Il Club Sport Uruguay è stato istituito il 3 giugno 1936.
Il club coronadeño adottò il nome di Uruguay in onore del paese charrúa campione del mondo nel 1930.
Il quadro lechero arrivò in prima divisione nel 1950, dopo aver perso lo spareggio promozione nel 1942 contro l'Alajuelense, nel 1949 disputò di nuovo la serie, questa volta contro La Libertad, i lecheros vinsero ed ascesero per la prima volta in prima divisione benché finalmente la FEDEFUTBOL concesse anche ai libertos di giocare la competizione di quell'anno.
Tra i titoli ottenuti durante sette decenni di attività ci sono il torneo di terza divisione del 1940, quelli di seconda divisione del 1942, 1949, 1968 e 1987 oltre al più grande risultato, il campionato nazionale del 1963.
Come parte degli aneddoti del club si trova la famosa partecipazione al torneo della Federazione del 1961 quando vari club abbandonarono la FEDEFUTBOL per formare l'ASOFUTBOL, l'Uruguay terminò come secondo classificato, anche se, con Carmen e Sociedad Gimnástica Española dovette giocare la pentagonale per accedere al nuovo campionato del 1962, questo mini-torneo lo vinsero i josefinos della Gimnástica Española che furono gli unici a rimanere in prima divisione .
Il Club Sport Uruguay ritornò nella massima categoria nell'anno 2012, per il Campionato Nazionale Invierno 2012.

## Colori
Il Club Sport Uruguay adottò a partire dal 3 gennaio 1936 (data di fondazione) i colori rosso e nero, ma essendo anche i colori dell'Alajuelense dovette cambiarli, finalmente si scelsero il giallo e il nero come omaggio ad uno dei migliori club del mondo, il Peñarol di Montevideo.

## Palmarès

### Competizioni nazionali
- Segunda División de Costa Rica: 5

1949, 1960, 1967-1968, 1986-1987, 2011-2012